# Tang Yuanting
Tang Yuanting (唐渊渟S, Táng YuāntíngP; Nanning, 2 agosto 1994) è una giocatrice di badminton cinese.

## Palmarès

### Sudirman Cup
- 1 medaglia:
  - 1 oro (Dongguan 2015)

### Uber Cup
- 1 medaglia:
  - 1 oro (Kunshan 2016)

### Giochi dell'Asia orientale
- 2 medaglie:
  - 2 ori (Tianjin 2013 nel doppio; Tianjin 2013 a squadre)